# Schtsch-213
Schtsch-213 (russisch Щ-213) war ein dieselelektrisches U-Boot der Schtsch-Klasse (auch Schtschuka-Klasse) der sowjetischen Schwarzmeerflotte aus der Zeit des Zweiten Weltkrieges. Das U-Boot gehörte dem fünften Baulos der Schtschuka-Klasse an und wurde am 4. Dezember 1934 auf der Werft Nr. 200 „61 Kommunarden“ in Nikolajew auf Kiel gelegt; der Stapellauf erfolgte am 13. April 1937. Das U-Boot wurde anfangs auf den Namen Skumbrija (russisch Скумбрия, Bezeichnung für die Fischart der Makrelen) getauft, es hat allerdings den Anschein, als ob das Boot diesen Namen während des Zweiten Weltkrieges nicht mehr führte. Die Indienststellung erfolgte am 31. Oktober 1938. Erster Kommandant des U-Bootes war Oberleutnant Dmitri Titowitsch Laritschjow.

## Einsatzgeschichte
Nach dem deutschen Angriff auf die Sowjetunion wurde das U-Boot ab September 1941 als Teil der 4. U-Boot-Division der Schwarzmeerflotte vor der rumänischen Küste, hauptsächlich im Gebiet vor Constanza eingesetzt, um gegen den rumänischen und bulgarischen Schiffsverkehr sowie in Richtung Bosporus laufende italienische und deutsche Öltransporte zu operieren. Auf den ersten drei Feindfahrten zwischen Oktober 1941 und Januar 1942 konnte das U-Boot keine Erfolge erzielen. Das U-Boot operierte zunächst von Sewastopol aus, ab Sommer 1942 von Tuapse aus. 
Auf der vierten Feindfahrt unter dem Kommando von Oberleutnant Dmitri M. Deneschko gelangen dem U-Boot im Februar 1942 zwei Versenkungserfolge gegen kleinere und ältere Küstenfahrzeuge. Am 23. Februar 1942 wurde das kleine türkische Küstenmotorschiff Çankaya (268 BRT) etwa 18 Seemeilen nordwestlich des Bosporus durch Geschützfeuer versenkt, nachdem ein Torpedoangriff zuvor erfolglos geblieben war. Einen Tag darauf, am 24. Februar 1942 wurde das unter panamaischer Flagge laufende bulgarische Motorschiff Struma (469 BRT) etwa 14 Seemeilen nordöstlich des Bosporus durch einen Torpedo versenkt. An Bord befanden sich 782 jüdische Flüchtlinge aus Rumänien und zehn Besatzungsmitglieder. Nur ein Passagier überlebte die Tragödie.
Am 3. März 1942 attackierte das U-Boot zudem erfolglos das türkische Segelschiff Adana ostnordöstlich des Bosporus, wobei ein abgefeuerter Torpedo entweder das Ziel verfehlte oder nicht explodierte. 
Nachdem am 23. März 1942 Oberleutnant Deneschko bei einem deutschen Luftangriff auf den Hafen von Tuapse getötet worden war, wurde Schtsch-213 ab dem 16. Mai 1942 von Oberleutnant Nikolai Wassiljewitsch Isajew kommandiert. Er war der letzte befehlshabende Offizier des U-Bootes. Im Juni und Juli 1942 unternahm Schtsch-213 zwei weitere Feindfahrten, auf denen aber keine Versenkungserfolge verzeichnet werden konnten, allerdings wurde ein bulgarisches Minensuchboot vor Achtopol nur knapp mit einem Torpedo verfehlt.
Ende Juni 1942 nahm das U-Boot in Noworossijsk 26 Tonnen Munition, vier Tonnen Nahrungsmittel und 27 Tonnen Treibstoff an Bord, um diese Nachschubgüter nach der von den Achsenmächten belagerten Festung Sewastopol zu transportieren. Die Versorgungsmission musste allerdings infolge der starken gegnerischen Blockadekräfte abgebrochen werden. 

### Verlust
Das Boot gilt seit dem 17. Oktober 1942 als vermisst. Mit Schtsch-213 ging die gesamte Besatzung von 43 Mann unter. Die genaue Verlustursache und der Untergangszeitpunkt waren mehr als ein halbes Jahrhundert lang nicht bekannt. Als mögliche Ursachen wurden über viele Jahre hinweg entweder ein Wasserbombenangriff des deutschen U-Boot-Jägers UJ 116 (den das U-Boot zuvor erfolglos mit einem Torpedo angegriffen hatte) am 14. Oktober 1942 vor Tulcea oder ein Minentreffer um den 14./15. Oktober 1942 vor Constanza angenommen.

### Auffindung des Wracks
Im November 2008 wurde vor Constanza (44° 17′ N, 28° 54′ O) in etwa 30 Metern Wassertiefe das Wrack eines sowjetischen U-Bootes der Schtschuka-Klasse gefunden. Anhand eines an Bord gefundenen Kompassmodells konnte dieses Wrack im August 2010 als jenes von Schtsch-213 identifiziert werden. Angesichts des Schadensbildes am U-Boot und der Lage, zumal sich im Zweiten Weltkrieg in dem betreffenden Gebiet ein ausgedehntes rumänisches Minenfeld (Minenfeld S-7) befunden hatte, wird mittlerweile von ausgegangen, dass das U-Boot um den 14. Oktober 1942 (möglicherweise auch einige Tage zuvor) in dieses Minenfeld geriet und dort nach einem Minentreffer mit der gesamten Besatzung sank. 